# (35714) 1999 FB31
1999 FB31 (asteroide 35714) é um asteroide da cintura principal. Possui uma excentricidade de 0.11458880 e uma inclinação de 4.64219º.
Este asteroide foi descoberto no dia 19 de março de 1999 por LINEAR em Socorro.